# Феодориду, Наташа
Наташа Феодориду (греч. Νατάσα Θεοδωρίδου, 24 октября 1970, Салоники) — греческая певица.

## Биография
В детстве училась игре на гитаре при музыкальном училище Салоник, однако мечтала стать юристом. После получения среднего образования поступила на журналистский факультет университета Аристотеля, будучи студенткой сотрудничает с популярным журналом «Акроама».
После окончания университета ведет музыкальные программы на местной радиостанции, где встречает своего первого мужа. В середине 90-х у них рождается дочь Христиана, однако брак продлился недолго. После его расторжения в 1996 году Наташа Феодориду переезжает в Афины. Её дебютное выступление состоялось в сентябре того же года, в составе группы «Хандрес», вместе с Ламбисом Ливиератосом, Антонисом Ремосом и Пантелисом Канаракисом. После подписания контракта с Sony Music был записан её дуэт с Арисом Самоладасом «Απ 'τους δυο μας, κανείς», вошедший в его альбом.
Почти сразу выходит и первый альбом самой Феодориду «Νατάσα Θεοδωρίδου» (1996), который принес певице широкую популярность и стал платиновым. Зимой она выступает в «Аполлоне» с Василисом Каррасом, Лефтерисом Пандазисом, а после Пасхи — в телешоу с Пасхалисом Терзисом и Таносом Каллирисом.
Второй диск вышел в 1998 году, дуэт с Пасхалисом Терзисом «Δεν θέλω τέτοιους φίλους» становится настоящим хитом. В марте того же года она знакомится с пластическим хирургом Андреасом Фустаносом, за которого позже выходит замуж и рожает ему вторую дочь Адрианну.
В дальнейшем Наташа Феодориду сотрудничала с такими певцами, как Антонис Ремос, Йоргос Мазонакис, Триантафиллос, Костас Доксас, Стелиос Дионисиу, Никос Куркулис, Кэти Гарби, Никос Вертис, Христос Пазис и др. Песни для неё писали Михалис Хадзияннис, Йоргос Феофанус, Наталья Герману.

## Дискография
- 1997 - Νατάσα Θεοδωρίδου
- 1998 - Δεύτερη Αγάπη
- 2000 - Θα Μιλήσω Με Τ΄ Αστέρια
- 2001 - Υπ’ Ευθύνη Μου
- 2002 - Τόση Αγάπη Πώς Να Χαθεί
- 2004 - Έρωτα, Δεν Ξέρεις Ν' Αγαπάς
- 2005 - Ως Εκεί Που Η Καρδιά Μπορεί Ν' Αντέξει
- 2006 - Έχω Μια Αγκαλιά
- 2007 - Νατάσα
- 2009 - Μια Κόκκινη Γραμμή
- 2010 - Η Ζωή Μου Έρωτας
- 2012 - Απέναντι
- 2013 - Σ’ Αγαπώ
- 2016 - Άστα Όλα Κι Έλα
- 2018 - Ποτέ Δεν Έφυγα Απο 'Δώ

### Разнообразнный сборник
- 2002 - Hit Mix
- 2005 - Νατάσα Θεοδωρίδου
- 2005 - 4 Τραγούδια Από Το Επερχόμενο Album "Ως Εκεί Που Η Καρδιά Μπορεί Ν' Αντέξει"
- 2008 - Δίπλα Σε Σένα (Best of)
- 2008 - Μια Διαδρομή
- 2012 - Στιγμές
- 2013 - The Love Collection
- 2020 - Γη Της Ιωνίας
- 2021 - Η Ερωτική Νατάσα

### Концертные альбомы
- 2003 - Μια Διαδρομή Θεσσαλονίκη - Αθήνα (Ζωντανή Ηχογράφηση)
- 2015 - Μαζί Με Σένα (Live)
- 2016 - Live Ωδείο Ηρώδου Αττικού

### DVD-диски
- 2005 - The Video Collection (DVD-V)
- 2008 - Δίπλα Σε Σένα (2xCD, Comp + DVD-V)

### Синглы
- 2014 - Ρίξε Νύχτα
- 2015 - Πως Χαιρετάνε Ξέχασα
- 2015 - Άστα Όλα Κι Έλα
- 2017 - Επειδή Με Ξέρω
- 2019 - Μη Μου Πεις Για Πάντα
- 2019 - Χαρτοπόλεμος
- 2020 - Παραδόθηκα Σε Σένα
- 2020 - Για Μένα
- 2021 - Έξαψη
- 2021 - Υπάρχω Για Σένα
- 2022 - Δεν Ντράπηκες

### Дуеты
- 1995 — «Πλατεία Αριστοτέλους» (при уч. Димитрис Ракидзис)
- 1997 — «Απ’ Τους Δυο Μας Κανείς» (совместно с Арис Самоладас)
- 1997 — «Μη Γυρίσεις Ξανά» (совместно с Триантафиллос)
- 1998 — «Δεν Θέλω Τέτοιους Φίλους» (при уч. Пасхалис Терзис)
- 2000 — «Επιτέλους» (совместно с Кэти Гарби)
- 2000 — «Ο Τρόπος» (при уч. Ламбис Ливиератос)
- 2001 — «Μια Φορά Κι Εσύ Κάνε Κάτι» (при уч. Костас Доксас)
- 2002 — «Παράνομη Αγάπη Μου» (совместно с Христос Пазис)
- 2005 — «Δε Σε Ξεπέρασα» (совместно с Яннис Париос)
- 2005 — «Να 'σουν Θάλασσα» (при уч. Сарбель)
- 2005 — «Θα Ορκιστώ Σε Ό,τι Έχω Ιερό» (при уч. Bo)
- 2006 — «Μονάχα Μια Αγάπη» (совместно с Танос Дзанис)
- 2006 — «Είναι Κάτι Στιγμές» (при уч. Stavento)
- 2010 — «Ένα Φίλο Μου Καλό Να Βρω» (совместно с Никос Вертис)
- 2010 — «Καληνύχτα» (при уч. Йоргос Мукидис)
- 2011 — «Μες Του Αιγαίου» (совместно с Нана Мускури)
- 2012 — «Τα Χατίρια» (при уч. Маринелла)
- 2012 — «Λάθος Αγάπες» (совместно с Елена Папаризу)
- 2013 — «Ανάμνηση» (при уч. Антонис Вардис)
- 2015 — «Πώς Χαιρετάνε Ξέχασα» (совместно с Лакис Пападопулос)
- 2017 — «Αν Μ'αγαπάς Αληθινά» (при уч. Йоргос Пападопулос)
- 2018 — «Λάθος Μου» (совместно с Константинос Аргирос)
- 2018 — «Ένα Φιλί» (при уч. Петрос Яковидис)
- 2021 — «Τα Καλοκαίρια Μου» (совместно с Мирелой Паху)
- 2021 — «Τι Είναι Αυτό Που Μας Ενώνει» (при уч. Pyx Lax)